# Autostrada Ruse-Veliko Tarnovo
L'Autostrada A7 Ruse-Veliko Tărnovo è un'autostrada in costruzione situata nella Bulgaria centro-settentrionale.
Portata a termine la costruzione, collegherà la città portuale di Ruse, sul fiume Danubio, con Veliko Tărnovo. La lunghezza dell'autostrada, una volta completata, sarà di 132,84 km.
A novembre 2023 è iniziata la costruzione, del primo lotto di 7,9 km nel comune di Tsenovo, oblast di Ruse; al gennaio 2024 è l'unico tratto in costruzione.
Il Ministro dello sviluppo regionale bulgaro Andrey Tsekov, del governo di Nikolaj Denkov non ha dato un termine preciso per il completamento della tratta, ma nel 2023 ha annunciato che nel 2030 la costruzione sarà completata.

## Denominazione
L'attuale nome non sarà mantenuto come ufficiale, poiché è troppo lungo per gli standard dell'Unione Europea. È stato proposto il nome Autostrada "Yantra", fiume che segue la direzione dell'autostrada, passando per Veliko Tarnovo e sfocia nel Danubio presso la città di Svishtov, a circa 80 km da Ruse su strada.